# Людмильпіль
Людми́льпіль — село в Україні, у Оваднівській сільській громаді Володимирського району Волинської області. Населення становить 78 осіб. Кількість дворів  — 29.

## Населення
Станом на 1923 рік у селі мешкало 172 німці, 78 поляків, 13 українців.

## Географія
У 1906 році село Вербської волості Володимир-Волинського повіту Волинської губернії. Відстань від повітового міста 10 верст, від волості 9. Дворів 42, мешканців 348.

## Історія
Село засноване у 1870 році.
З 1998 року в селі відсутній магазин.
12 червня 2020 року, відповідно до розпорядження Кабінету Міністрів України № 708-р «Про визначення адміністративних центрів та затвердження територій територіальних громад Волинської області», увійшло до складу Оваднівської сільської територіальної громади.
19 липня 2020 року, в результаті адміністративно-територіальної реформи та ліквідації  Володимир-Волинського району(1940—2020), село увійшло до новоутвореного Володимир-Волинського району (від 18 липня 2022 Володимирського).
В селі доступні такі телеканали: УТ-1, 1+1, Інтер, СТБ, Обласне телебачення. Радіомовлення здійснюють Радіо «Промінь», Радіо «Світязь», Радіо «Луцьк».
Село негазифіковане. Дороги з твердим покриттям в задовільному стані. Наявне постійне транспортне сполучення з районним центром.

## Населення
Згідно з переписом УРСР 1989 року чисельність наявного населення села становила 80 осіб, з яких 36 чоловіків та 44 жінки.
За переписом населення України 2001 року в селі мешкало 79 осіб.

### Мова
Розподіл населення за рідною мовою за даними перепису 2001 року:
| Мова       | Відсоток |
| ---------- | -------- |
| українська | 98,72 %  |
| російська  | 1,28 %   |